# Neschen Coating
Die Neschen Coating GmbH ist ein deutscher Hersteller für beschichtete Selbstklebe- und Digitaldruckmedien sowie deren Verarbeitungsmaschinen. Der Sitz befindet sich im niedersächsischen Bückeburg.

## Geschichte

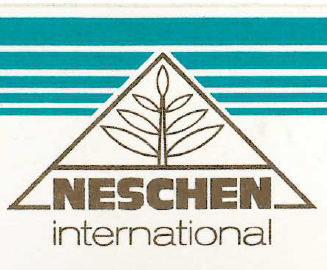
Logo der Neschen GmbH & Co. KG (um 1980)

Altes Logo der Neschen AG (bis Juli 2013)

Georg König gründete 1889 die „Fabrik pharmaceutischer Kautschuk- und Guttapercha-Präparate – Laboratorium der fürstlichen Hofapotheke“ in Bückeburg. Zunächst produzierte das Unternehmen medizinische Artikel, vor allem Pflaster und Tabletten. Das Kleinunternehmen beschäftigte 1904 insgesamt 25 Mitarbeiter. Unter dem Namen „Georg König GmbH“ wurde 1935 die Produktion auf das Kautschuk-Klebeband „Typoplast“ ausgeweitet, daneben entwickelte sich der Betrieb zu einem Hersteller für medizinische Pflaster.
Im Jahr 1946 trat der spätere Namensgeber Hans Neschen in das Unternehmen ein. Ab 1948 wurden unter dem Namen „Bückeburger Buchhaut“ filmolux® selbstklebende Buchschutzfolien angeboten, die besonders von Bibliotheken eingesetzt wurden. Die Herstellung von Pflastern wurde 1957 endgültig eingestellt. Das Unternehmen wurde schließlich in die „Hans Neschen GmbH & Co. KG“ umgewandelt und zunehmend international ausgerichtet. In den 1960er Jahren entstanden die ersten Auslandsvertretungen in Paris, Wien und Tokio. Ab 1972 begann Neschen mit der Auslieferung von Kaschiermaschinen.
1997 wurde die Hans Neschen GmbH & Co. KG in die Neschen AG umgewandelt, der Börsengang erfolgte 1999. Die Aktie der Neschen AG war im CDAX enthalten. Zur größten Expansion des Unternehmens kam es kurz nach der Jahrtausendwende, ein Produktionsstandort in den USA und die Laminiergerätemarke SEAL wurden übernommen. In den folgenden Jahren baute Neschen das Produktportfolio mit bedruckbaren Medien aus, die sich zum umsatzstärksten Geschäftsbereich der Neschen AG entwickelten. Ende 2013 verkaufte Neschen das SEAL-Geschäft. Nachdem Neschen noch zwei Jahre als Exklusivhändler SEAL-Laminiergeräte verkauft hatte, stellte es den Vertrieb weltweit ein und vermarktete ausschließlich Laminatoren aus Eigenproduktion.
Von 2008 bis 2013 ging der Umsatz von 119 Mio. Euro (Gesamtjahr 2008) auf 61,7 Mio. Euro für das Geschäftsjahr 2013 zurück. Am 1. Juli 2015 wurde vor dem Amtsgericht Bückeburg das Insolvenzverfahren eröffnet. Von 2013 bis 2016 befand sich die Neschen AG in einer Restrukturierung, um die Kapitaldienstfähigkeit des Unternehmens wiederherzustellen. Dazu wurde unter anderem eine unrentable Produktionsstätte in Großbritannien verkauft.
Zum 1. Dezember 2016 wurde der Geschäftsbetrieb der Neschen AG vollständig von einer Tochtergesellschaft der Blue Cap AG, der Neschen Coating GmbH, übernommen.
Den Vertrieb für Deutschland übernahm im April 2017 die neu gegründete Filmolux Deutschland GmbH, die als unabhängiger Händler das Neschen-Produktangebot sowie ausgewählte Handelswaren vertreibt.

## Produkte
Die Neschen Coating GmbH vertreibt ihre Produkte in den Geschäftsbereichen Graphics, Documents und Industrial Application. Die Produktpalette im Bereich Graphics reicht von Schutz- und Aufziehfolien bis zu digital bedruckbaren Medien, die in der Innenarchitektur, Werbung und Fotobranche Verwendung finden. Zum Geschäftsbereich Graphics gehören außerdem Laminatoren zur Verarbeitung von Schutz- und Aufziehfolien.
Documents umfasst selbstklebende Folien und Papiere für den Schutz und die Reparatur von Büchern. Produkte aus diesem Geschäftsbereich werden in Archiven, Bibliotheken oder Museen verwendet. Zahlreiche Produkte dieser Reihe finden zudem Anwendung bei der Bilderrahmung: Zum Befestigen, Aufziehen und Schützen von Gemälden und Fotografien.
Im Bereich Industrial Applications werden maßgeschneiderte Lösungen im Rahmen von Kleber- und Funktionsbeschichtungen entwickelt und produziert. Diese speziellen Produkte werden für Großkunden gefertigt und in Branchen wie z. B. Elektronik, Verpackung, Verbundstoffe, Medizin, Automobilbau oder für die Möbelherstellung verwendet.

## Tochterunternehmen
- Filmolux Deutschland GmbH, Minden, Deutschland
- Filmolux Sàrl, Paris, Frankreich
- Filmolux Italia S.r.l., Bagnolo Cremasco, Italien
- Filmolux Benelux B.V., Deventer, Niederlande
- Filmolux Austria GmbH, Baden bei Wien, Österreich
- Filmolux Swiss AG, Emmen, Schweiz